# Évreux VB
Évreux VB (Évreux Volley-ball) är en volleybollklubb från Évreux, Frankrike. Klubben grundades 1998, men hade sedan 1991 funnits som sektion av ASPTT Évreux. Laget debuterade 2009 i Ligue A (högsta serien). De har sedan dess fört en varierad tillvaro med spel både i Ligue och Élite (näst högsta serien).